# Wanted Dead or Alive (песня Тупака Шакура)
«Wanted Dead or Alive» — песня Тупака Шакура записанная совместно со Снуп Доггом, к фильму «В тупике». В мае 1997 года, трек был выпущен как промосингл.
Видеоклип «Wanted Dead or Alive» является продолжением трека «2 of Amerikaz Most Wanted», записанным так же со Снуп Доггом. Режиссёр — Scott Kalvert.

## Дорожки
1. «Wanted Dead or Alive» (radio edit) — 4:35
2. «Wanted Dead or Alive» (album version) — 4:42

## Чарты
| Charts (1997)                        | Peak position |
| ------------------------------------ | ------------- |
| Австралия (ARIA)                     | 41            |
| Новая Зеландия (Recorded Music NZ)   | 3             |
| Шотландия (Scottish Singles Chart)   | 38            |
| Великобритания (UK R&B Chart)        | 4             |
| UK Singles (Official Charts Company) | 16            |